# Sherlock Holmes consulente investigativo
Sherlock Holmes consulente Investigativo (Sherlock Holmes: Consulting Detective) è un gioco da tavolo pubblicato dalla Sleuth Publications nel 1981. L'edizione italiana è stata pubblicata in italiano nel 1987 dalla International Team (con il titolo Consulting Detective) e dalla Asterion Press nel 2013. L'edizione tedesca Sherlock Holmes Criminal-Cabinet vinse lo Spiel des Jahres nel 1985.
L'edizione originale fu pubblicata in una confezione in scatola, una versione deluxe fu pubblicata in un raccoglitore in cuoio.

## Regolamento
I giocatori, da uno a sei, giocano un gruppo di "irregolari di Baker Street", i collaboratori non ufficiali di Sherlock Holmes, che lo aiutano nelle indagini su un caso criminale nella Londra dell'età vittoriana. È possibile giocare sia in maniera cooperativa, collaborando alla risoluzione del caso, sia in maniea competitiva cercando ognuno di risolverlo.
I giocatori dispongono di un'introduzione al caso e di una serie di documenti, tra cui riproduzioni del The Times con articoli pieni di indizi, una mappa di Londra su cui sono marcate numerose località che i giocatori possono visitare e un annesso annuario che riporta per ogni locazione visitabile un paragrafo che riporta testimonianze o altre informazioni.
I giocatori a turno scelgono una pista (ovvero una località da visitare) e leggono il paragrafo relativo. Possono inoltre rileggere tutti i paragrafi dei luoghi già visitati e gli articoli del The Times corrispondenti all'indagine in corso.
Se si gioca collaborativamente quando  i giocatori decidono di essere in grado di risolvere il mistero leggono la sezione "domande" del caso in corso, rispondendo a una serie di quesiti. Confrontano quindi le loro risposte con la soluzione di Sherlock Holmes. Nel caso di gioco competitivo ogni giocatore può terminare quando desidera il gioco, in questo caso legge da solo le domande e scrive per iscritto le risposte, mentre gli altri giocatori proseguono le indagini. Quando tutti hanno deciso di terminare viene letta la soluzione e ogni giocatore riceve un punteggio dipendente dal numero di risposte corrette e dal numero di piste che ha seguito per risolverlo.
Le domande sono divise in due serie, la prima direttamente correlata al caso, la seconda relativi a fatti che possono essere appresi nel corso delle indagini.

## Storia editoriale
Il gioco contiene dieci casi da risolvere, altri casi furono pubblicati dalla Sleuth:The Mansion Murders, The Queen's Park Affair, Adventures by Gaslight, Sherlock Holmes & the Baby e West End Adventures. La Sleuth pubblicò inoltre nel 1985 un gioco simile, Gumshoe, the Hardboiled Detective in the Thirties, in cui i giocatori assumono il ruolo di detective della San Francisco degli anni trenta. In questo caso gli indizi sono contenuti nella mappa della città, foto segnaletiche, schede delle impronte digitali, giornali e rapporti di polizia.
Il gioco è stato pubblicato in tedesco dalla Kosmos nel 1984, in francese dalla Descartes nel 1985 e dalla Ystari Games nel 2011, in italiano dalla International Team nel 1987 (con il titolo Consulting Detective) e dalla Asterion Press nel 2013, in svedese dalla Casper nel 1988 e in spagnolo Edge Entertainment nel 2013.
La ICOM Simulations pubblicò il videogioco omonimo Sherlock Holmes: Consulting Detective nel 1991, con due seguiti, uno nel 1992 (Sherlock Holmes: Consulting Detective Vol. II) e l'altro nel 1993 (Sherlock Holmes: Consulting Detective Vol. III).